# قرار مجلس الأمن التابع للأمم المتحدة رقم 866
اتخذ قرار مجلس الأمن التابع للأمم المتحدة رقم 866 بالإجماع في 22 أيلول/سبتمبر 1993، بعد إعادة التأكيد على القرارين 813 (1993) و856 (1993)، أشار المجلس إلى أن مشاركة الأمم المتحدة ستسهم بشكل كبير في التنفيذ الفعال لاتفاق السلام في ليبريا، وواصل لإنشاء بعثة مراقبي الأمم المتحدة في ليبيريا.
وأشار المجلس إلى اتفاق السلام الموقع في 25 تموز / يوليو 1993 وإلى مجموعة المراقبة التابعة للجماعة الاقتصادية لدول غرب أفريقيا للمساعدة في تنفيذه. ستكون الجماعة الاقتصادية لدول غرب إفريقيا مسؤولة عن تنفيذ الشروط العسكرية للاتفاقية بينما تشرف الأمم المتحدة، في الخلفية. وستكون هذه هي المرة الأولى التي تتعاون فيها بعثة حفظ سلام تابعة للأمم المتحدة جنباً إلى جنب مع بعثة حفظ سلام موجودة بالفعل تابعة لمنظمة أخرى. وتم التأكيد على أهمية التعاون الوثيق بين بعثة مراقبي الأمم المتحدة في ليبريا، وفريق المراقبين العسكريين التابع للجماعة الاقتصادية لدول غرب أفريقيا، ومنظمة الوحدة الأفريقية. في الوقت نفسه، رحب المجلس بإنشاء اللجنة المشتركة لمراقبة وقف إطلاق النار المكونة من ثلاثة أحزاب ليبيرية، فريق المراقبين العسكريين التابع للجماعة الاقتصادية لدول غرب أفريقيا والأمم المتحدة، وأن اتفاق السلام دعا إلى إجراء انتخابات في غضون سبعة أشهر.
ثم أُنشئت بعثة مراقبي الأمم المتحدة في ليبريا بتوجيه من الأمين العام عن طريق ممثله الخاص لمدة سبعة أشهر، شريطة أن تستمر إلى ما بعد 16 كانون الأول / ديسمبر 1993 فقط بعد أن يستعرض المجلس ما إذا كان قد تم إحراز تقدم في تنفيذ الاتفاق. وستضم البعثة مراقبين عسكريين وأفراد طبيين وهندسيين واتصالات ونقل وانتخاب وموظفي دعم وفقًا لتقرير الأمين العام، وستكون لها الولاية التالية:
(أ) التحقيق في انتهاكات وقف إطلاق النار؛
(ب) ضمان الامتثال لاتفاق السلام؛
(ج) مراقبة العملية الانتخابية؛
(د) المساعدة في تنسيق المساعدة الإنسانية؛
(هـ) وضع خطة وتقييم المتطلبات المالية لتسريح المقاتلين؛
(و) الإبلاغ عن انتهاكات القانون الإنساني الدولي؛
(ز) تدريب أفراد فريق المراقبين العسكريين التابع للجماعة الاقتصادية لدول غرب أفريقيا على عملية إزالة الألغام؛
(ح) التعاون مع فريق المراقبين العسكريين التابع للجماعة الاقتصادية لدول غرب أفريقيا في مهامه.
تم الترحيب بعزم بطرس غالي على تحديد أدوار ومسؤوليات بعثة مراقبي الأمم المتحدة في ليبريا والجماعة الاقتصادية لدول غرب أفريقيا في تنفيذ اتفاقية السلام، وطالب الدول الأفريقية بتقديم قوات عند الحاجة إلى فريق المراقبين العسكريين التابع للجماعة الاقتصادية لدول غرب أفريقيا. وقد أنشأ الأمين العام صندوقا تستطيع الدول الأعضاء من خلاله المساهمة في البعثة.
ودعا القرار الأطراف في ليبريا إلى نزع السلاح والتسريح. ورحب المجلس بقرارهم تشكيل حكومة مؤقتة وحثهم على التوقيع على اتفاقية وضع البعثة في غضون ستين يومًا من تنصيب بعثة مراقبي الأمم المتحدة في ليبريا. وقيل إن الاستعدادات للجنة الانتخابات ستنتهي حتى يتسنى بدء تنظيم الانتخابات بحلول آذار / مارس 1994، على النحو المتوخى في اتفاق السلام. وأخيراً، تم دعا للعمل معاً من أجل التوزيع الآمن لإمدادات الإغاثة وحماية بعثة مراقبي الأمم المتحدة في ليبريا والعاملين في المجال الإنساني، وطالب الأمين العام بتقديم تقرير في 16 كانون الأول / ديسمبر 1993 و 16 شباط / فبراير 1994 عن تنفيذ القرار الحالي.

## روابط خارجية
- نص القرار في undocs.org